# Narciso Díaz de Escovar
Narciso Díaz de Escovar (Málaga, 25 de junio de 1860-Málaga, 4 de mayo de 1935) fue un polígrafo, abogado y político español. Cronista oficial de Málaga y miembro de instituciones como la Academia de Historia, Bellas Artes de San Fernando y Buenas Letras de Sevilla.
De su extensa y variada producción sobresale la Historia del Teatro Español. El teatro español en el siglo XIX y XX, compendio enciclopédico elaborado junto con Francisco de Paula Lasso de la Vega y José Bernat y Durán, que fue publicado en 1924.

## Biografía
Narciso Díaz y Escovar nació el 25 de junio de 1860 en Málaga, hijo del también abogado Joaquín María Díaz y García, y de Francisca de Paula Escovar. Cursó estudios en las Escuelas Pías de Archidona y el Seminario de Málaga, abandonada esa vocación, comenzó la carrera militar sin gran convicción, acabando por estudiar Derecho y Filosofía y Letras, y se licenció en ambas materias en Granada. En el campo del derecho, ejerció más de treinta años como abogado y defendió más de cinco mil procesos, además de publicar Las siete partidas (1861) y Un vacío en el código penal (1863). Su matrimonio con Luisa Sampson Romero no dio hijos. 
Con tan solo veinticinco años fue elegido diputado provincial por Vélez-Málaga y Torrox, cargo que reiteró en otras ocasiones, llegando a ser vicepresidente y presidente de la Diputación de Málaga y representante por Málaga del Partido Democrático Monárquico de Segismundo Moret. Fue además gobernador civil interino de Málaga, delegado regio de Primera Enseñanza, cronista de la ciudad, vicerrector del Círculo Liberal y presidente de la Cruz Roja. También protegió la Academia de Declamación y Buenas Letras, de la que saldrían algunos reconocidos actores.   
Dirigió el periódico El Mediodía y la revista El Ateneo y fue miembro de la Real Academia de Bellas Artes de San Luis de Zaragoza. Su producción literaria abarca más de 130 obras y sus Cantares, en los cuales emulaba las composiciones populares anónimas, le dieron cierto prestigio como poeta del Neopopularismo. Entre la investigación folclórica y la creación se pueden citar también Curiosidades Malagueñas, Cantares de Andalucía o Guitarra Andaluza y Nuevas Coplas. 
Además de cultivar la narrativa y la investigación histórica sobre su ciudad natal, destaca su trabajo como historiador del teatro muy por encima de la tarea de crítico teatral y su variada producción dramática. Con el nombre de Archivo Díaz de Escovar, su legado bibliográfico se encuentra en el Museo de Artes y Costumbres Populares de Málaga.

## Obras
Fue autor de una extensa y densa producción como poeta, folclorista, dramaturgo, crítico teatral e investigador de la historia y la jurisprudencia.

### Derecho
- Las siete partidas, 1861.
- Un vacío en el código penal, 1863.

### Teatro
Tocó casi todos los géneros (monólogo, apropósito), incluido el teatro musical.
- Torrijos. Drama en un acto y dos cuadros, 1886.
- La reconquista de Málaga. Drama histórico en tres actos y ocho cuadros, Málaga, Viuda e Hijos de J. Giral, 1888.
- El monje y el emperador. Boceto dramático en un acto y en verso, 1888.
- ¿Sirvo yo? Apropósito en un acto, con música de Manuel Martínez Baena, 1895.
- El amigo de Quevedo. Zarzuela cómica, 1896. (Con Ramón A. Urbano)
- Manigua. Sainete en un acto, con música de Cosme Bauzá, 1898.
- La Bella Calderona. Boceto dramático en un acto y en verso. Madrid: Imp. R. Velasco-Teatro Sociedad de Autores Españoles, 1911.
- El autor del crimen. Drama regional, 1913.
- Monólogos para actores: originales, Madrid: Editorial Maucci, 1918.
- Pasión de mulato. Melodrama en cuatro actos y en prosa, s. a.
- Los vientos verdes. Zarzuela.
- María la Malagueña. Drama.

### Estudios literarios
- Elementos de Teoría del arte teatral, 1896.
- El teatro en Málaga: apuntes históricos de los siglos XVI, XVII y XVIII, Málaga: Tip. de El diario de Málaga, 1896.
- Galería literaria malagueña. Apuntes para un índice biográfico bibliográfico, relativos a escritores hijos de esta provincia residentes en ella, o que han escrito respecto a la misma. Málaga: Edit. Tipografía de Poch y Creixell, 1898.
- Apuntes escénicos cervantinos o sea Un estudio histórico, bibliográfico y biográfico de las comedias y entremeses escritos por Miguel de Cervantes Saavedra, con varias de sus opiniones sobre las comedias y los cómicos y noticias de los comediantes. Madrid, Viuda de Rico, 1905.
- Elementos de Retórica y Poética, 1910.
- Siluetas escénicas del pasado. Colección de artículos históricos de costumbres, anécdotas, biografías, bibliografías, etc., del Teatro español. Barcelona: Imp. de la viuda de Luis Tasso, ¿1914?.
- Con Francisco de Paula Lasso de la Vega y José Bernat y Durán, Historia del Teatro Español. El teatro español en el siglo XIX y XX. Barcelona: Montaner y Simon Editores, 1924.
- Añoranzas Histriónicas. Escritores contemporáneos, Madrid: Editorial Ribadeneyra, 1925.
- Comediantes de otros siglos. Fernán Sánches de Vargas. Madrid: Boletín de la Real Academia de la Historia, 1934.
- Intimidades de la farándula: colección de artículos referentes a la escena, comediantes y escritores dramáticos desde el siglo XVI hasta el día Ed. España y América, 1916.

### Historia
- Curiosidades malagueñas: colección de tradiciones, biografías, leyendas, narraciones, efemérides, etc que compendiarán, en forma de artículos separados, la historia de Málaga y su provincia Tip. Zambrana hermanos, 1899.
- Curiosidades históricas de Andalucía, 1900.
- Las epidemias de Málaga. Apuntes Históricos. Málaga: Tip. de El Último, 1903.
- Málaga Ilustrada, 1905
- Efemérides malagueñas

### Folclore
- Cosecha de mi Tierra. Colección de cuentos y chascarrillos arreglados unos e improvisados otros. M., Viuda de Rodríguez Serra, 1904.
- Guitarra andaluza. Colección de cantares escogidos, en su mayoría inéditos. Con la poesía "El tango", de Salvador Rueda. Barcelona, F. Granada y Cía, 1909.
- Coplas y más coplas: nueva colección de cantares, comprendiendo malagueñas, seguidillas, peteneras granadinas, etc, Las Heras hermanos, 1911.
- Cuentos malagueños. Chascarrillos de mi tierra, Madrid: Noticiero-Guía de Madrid, 1911.
- Nuevos cantares: colección de malagueñas, peteneras, soleares, seguidillas, granadinas, percheleras, gitaneras, etc, Maucci, 1926.

### Narrativa
- Pasión africana, Málaga: R. Góngora, 1912.
- El párroco de Villanieves. Novela. Madrid, Bib. Patria, ¿1917?.
- Guillén de Castro. Novela original, Madrid: Impr. Alrededor del Mundo, Los Contemporáneos núm. 627, 1921.
- Justicia que manda hacer Madrid: Los Contemporáneos, n.º 663, 1921.
- La bella Calderona, Madrid: Los Contemporáneos nº690, 1922.
- La comedianta aventurera, Madrid: Los Contemporáneos, n.º 748, 1923.
- La duquesa de populi. Madrid: Los Contemporáneos nº814, 1924.
- Lucha de corazones. Barcelona: Ed. E. Heras, s. a.

### Varios
- Miscelánea literaria, 1925.

## Reconocimientos
Tiene un busto en los Jardines de Málaga y una biblioteca en el barrio de El Torcal de dicha ciudad.